# Astronesthes decoratus
Astronesthes decoratus es una especie de pez de la familia Stomiidae en el orden de los Stomiiformes.

## Hábitat
Es un pez de mar y de aguas profundas que vive hasta 2.100 m de profundidad.

## Distribución geográfica
Se encuentra al sureste del  Atlántico.